# Georg Heinrich von Görtz

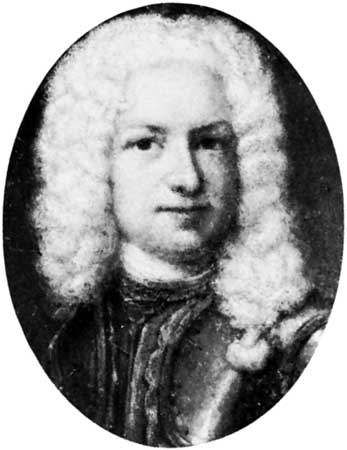
Georg Heinrich von Görtz

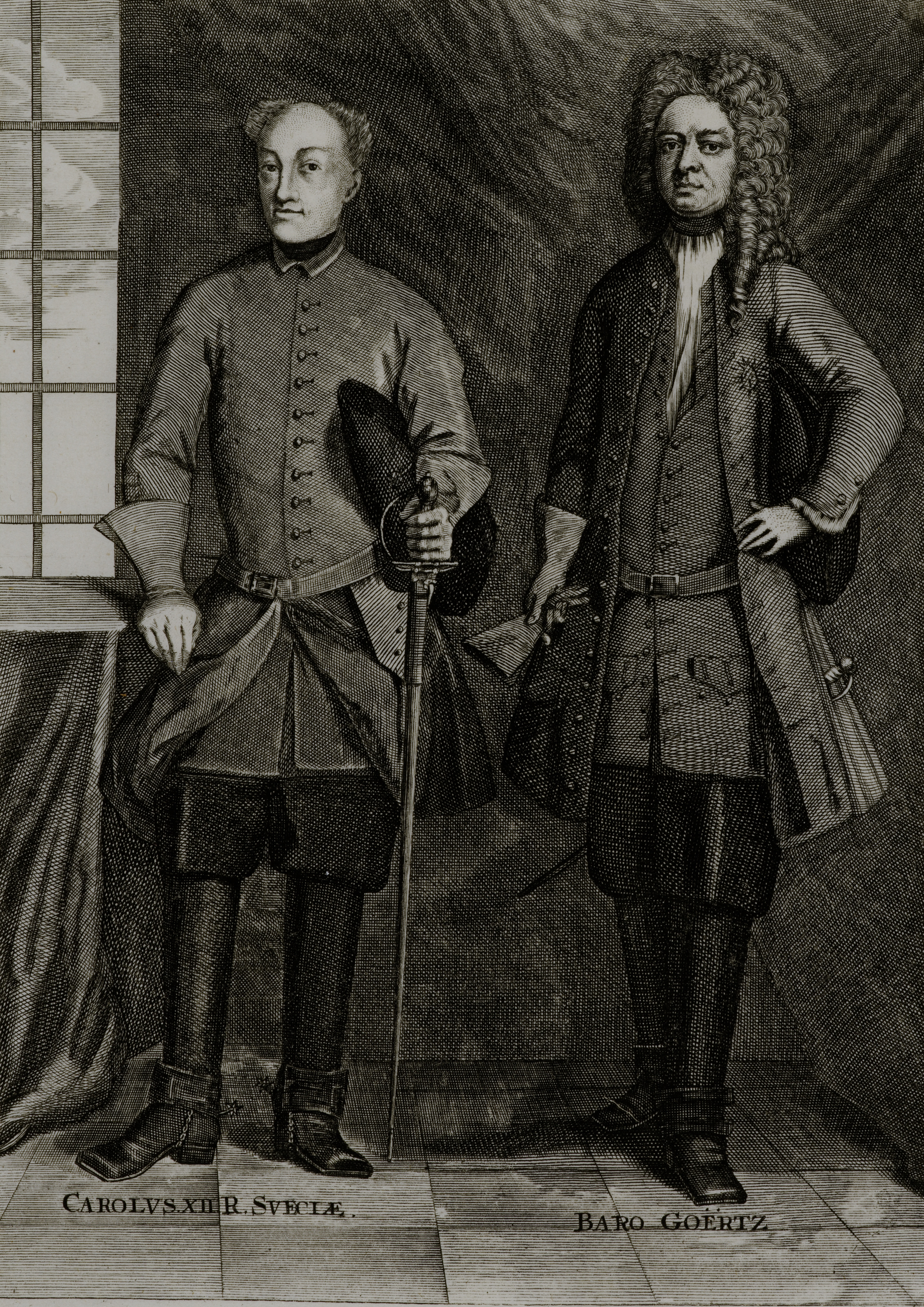
Karl XII. und Görtz

Georg Heinrich von Schlitz genannt von Görtz, häufig angesprochen als Georg Heinrich von Görtz (* 1668 oder 24. November 1675; † 19. Februar 1719 in Stockholm), war ein holsteinischer Minister, der in den letzten drei Regierungsjahren (1715–1718) des Schwedenkönigs Karl XII. dessen Politik maßgeblich bestimmte.

## Herkunft
Er stammte aus dem Geschlecht der von Schlitz genannt Görtz, mit Stammsitz in Schlitz bei Fulda. Seine Eltern waren Philip Friedrich von Schlitz genannt Görtz (1641–1695) und dessen Ehefrau Anna Juliane Elisabeth von Minnigerode (1653–1687). Der Vater war Domherr in Halberstadt und Ritterhauptmann der fränkischen Ritterschaft, Kanton Rhön und Werra. Ein Onkel Georg Ludwig (1655–1696) war Generalmajor in Hessen-Kassel, ein anderer, Friedrich Wilhelm (1647–1728), war braunschweigischer Kammerpräsident und Premier.
Er studierte Rechts- und Staatswissenschaften in Jena und Helmstedt. Bei einem Duell verlor er ein Auge. 1695 hielt er sich ein Jahr in Frankfurt auf und unternahm anschließend eine zweijährige Kavaliersreise durch die Schweiz, Frankreich und Holland.

## Anfänge in Schleswig-Holstein
Auf Empfehlung seines Onkels Friedrich Wilhelm von Schlitz kam Görtz 1698 als Kammerjunker in den Dienst des Herzogs Friedrich IV. von Schleswig-Holstein-Gottorf. Er begleitete den Herzog auch bei Besuchen bei dessen Jugendfreund und Schwager Karl XII., 1698 zu seiner Hochzeit nach Stockholm und 1700–1702 ins Feldlager in Polen und Livland, wo der Herzog ein Kommando im Krieg des Schwedenkönigs gegen den Kurfürsten von Sachsen und König von Polen August dem Starken hatte. Zur gleichen Zeit wurde Görtz auch in diplomatischem Auftrag an den Hof des Kaisers in Wien geschickt, wo er schon damals durch seinen Aufwand auffiel. Zu dieser Zeit protegierten ihn insbesondere Magnus von Wedderkop und Johann Ludwig von Pincier. Nachdem der Herzog in der Schlacht bei Klissow 1702 gefallen war, begleitete er den Leichnam zurück nach Schloss Gottorf, und wurde zum Geheimrat und Mitglied der Regierung ernannt. Er stand bei der Herzogswitwe Hedwig Sophia, einer älteren Schwester Karls XII., und ihrem „Administrator“, dem Bruder des verstorbenen Herzogs, Christian August, der 1705 gegen dänische Konkurrenz Fürstbischof von Lübeck wurde, in hoher Gunst.
Schon früh zeigte sich das diplomatische Talent von Görtz. Er war bemüht, den schwelenden Konflikt mit Dänemark, zunächst im Frieden von Traventhal 1700 beigelegt, zu entschärfen, ohne die Rückendeckung der Schweden zu verlieren. Als Leiter der Finanzen machte er sich durch Erhebung und rücksichtslose Eintreibung immer neuer Steuern unbeliebt. Eine sparsame Haushaltsführung lehnte er im Gegensatz zu Magnus von Wedderkop ab. Aber auch seine Ministerkollegen besaßen die Gunst der Herzogswitwe, und Görtz konnte die Politik noch nicht allein bestimmen.
1704 heiratete er Christina von Reventlow (1676–1713), die entfernt mit ihm verwandt war, und wurde somit Teil der holsteinischen Ritterschaft.

## Leitender Minister in Holstein-Gottorf
Nach dem Tod der Herzoginwitwe Hedwig Sophia 1708 übernahm Christian August die Regierung, und Görtz gewann weiter an Einfluss. Seinen Konkurrenten Wedderkop ließ er 1709 verhaften und eignete sich dessen Hamburger Güter an. Nachdem Görtz dort das Görtz-Palais errichten ließ, spotteten die Hamburger Zeitgenossen ob der wenig integeren Persönlichkeit des Bauherren Görtz, über der Einfahrt müsse eigentlich „spolia holsatiae“ („Raubbeute aus Holstein“) stehen. Wedderkop wurde in Tönning inhaftiert und kam erst 1714 frei (entgegen der Anweisung von Görtz, ihn bei Übergabe an die Dänen hinzurichten). Er wurde später völlig rehabilitiert und entschädigt und starb 1721 in Hamburg.
Im Nordischen Krieg zwischen Dänemark, Sachsen und Russland auf der einen Seite und Schweden auf der anderen versuchte Görtz zunächst, eine neutrale Position zu wahren. Als aber Stenbocks schwedische Armee 1713 in Schleswig-Holstein vorrückte, duldete er insgeheim deren Überwintern in der Feste Tönning. Die Dänen, die die Gottorfer sowieso beargwöhnten, besetzten daraufhin die Gottorfer Anteile am Herzogtum Schleswig. Auch nachdem Tönning 1714 gefallen und Stenbock in Gefangenschaft geraten war, blieben die Dänen im Land, und Görtz setzt nun seine hauptsächliche Hoffnung auf den Schwedenkönig, der nach der Niederlage in Russland (Poltawa 1709) in der Türkei (Bender) im selbstgewählten Exil saß. Sein Gesandter Friedrich Ernst von Fabrice konnte den König schließlich überzeugen, dass er nur von Schweden aus seine Besitzungen in Deutschland retten konnte. Görtz hatte inzwischen seine Fühler auch in die andere Richtung ausgestreckt und eine „neutrale“ Besetzung (Sequestrierung) des schwedischen Pommern durch Preußen mit Gottorf als „Juniorpartner“ erreicht. Außerdem verhandelte er mit dem Zaren über eine Heirat des Gottorfer Erbprinzen Karl Friedrich (1700–1739), der als Neffe des kinderlosen Karl XII. von Schweden auch Ansprüche auf den Schwedenthron hatte. Die Rückkehr Karls XII. in einem Gewaltritt im November 1714 zunächst nach Stralsund machte allen diesen Plänen ein Ende. Er annullierte sofort die Verständigung mit Preußen mit der Folge, dass diese daraufhin in den Nordischen Krieg eintraten. 1715 reihte sich auch der Kurfürst von Hannover Georg I., der den Dänen das von ihnen besetzte ehemals schwedische Bremen und Verden abkaufte, in die Riege derer ein, die von Schwedens Schwäche profitieren wollten.

## Bevollmächtigter Karls XII.
Görtz beeilte sich, Karl in Stralsund zu treffen und beeindruckte den anfangs misstrauischen König. Der geschmeidige, erfindungsreiche Görtz war dem Charakter des Königs völlig entgegengesetzt, anderseits ähnelten sich beide in ihrer kaltblütig berechnenden Intelligenz. Die Fähigkeiten von Görtz waren dem König hochwillkommen, um durch diplomatisches Taktieren Zeit für seine Rückeroberungspläne zu gewinnen. Görtz wusste den König allerdings auch wie kein anderer in seiner Umgebung zu nehmen: „Gegen ihn auf einem eigenen Standpunkt beharren zu wollen ist zwecklos. Man muss so tun, als gehe man auf seine Pläne ein, um ihn dann allmählich zu seinen eigenen zu bringen.“
Görtz erhielt nun fast unbeschränkte Macht in Schwedens Innenpolitik und Finanzen, ohne allerdings offiziell Minister zu sein. Seine erste Aufgabe war es, dem König neues Geld für weitere Kriegszüge zu beschaffen. Dazu presste er das Letzte aus dem Land, er ließ die Münzen verschlechtern („Görtzthaler“) und erfand immer neue Abgaben. Alle Kontakte zum König liefen über ihn und seine Gottorfer Vertrauten. Dadurch machte er sich bei den Schweden verhasst und verschaffte der „hessischen Partei“ am Hof Zulauf – Karls jüngere Schwester Ulrike hatte Friedrich von Hessen geheiratet und strebte in Konkurrenz zum Gottorfer Erbprinzen Karl Friedrich die Nachfolge an. Der Schwedenkönig musste im Dezember 1715 in der Belagerung von Stralsund kapitulieren und setzte nach Schweden über, das er nach 15 Jahren zum ersten Mal wieder betrat, um umgehend seinen Feldzug gegen Dänemark und Norwegen zu beginnen, der ihn bis zu seinem Tod 1718 beschäftigen sollte.
Gleichzeitig drohte 1716 die Invasion des schwedischen Schonen durch die verbündeten Dänen und Russen, unterstützt durch eine britische Flotte. Als aber Zar Peter I., der sich gerade wieder auf Europareise befand, überraschend die schon fest geplante Landung absagte, erwachte unter den Verbündeten neues Misstrauen gegen die Russen: Man argwöhnte, dass sie sich im Reich festsetzen wollten. Görtz witterte eine Chance, mit den Russen zu einem Separatfrieden zu gelangen, um dafür den Rücken frei zu haben für Rückeroberungen in Norddeutschland und gegen Dänemark. Zunächst bereitete er allerdings einen Schlag gegen Georg I. von Großbritannien, den Hannoverschen Kurfürsten, vor, wobei er sich der Sympathie von Zar Peter I. sicher sein konnte. Schon seit 1715 liefen Geheimverhandlungen mit den Jakobiten, die Georg I. vom britischen Thron stürzen wollten. Die Briten bekamen allerdings davon Wind und ließen nach der widerrechtlichen Verhaftung des schwedischen Botschafters Carl Gyllenborg in London im Februar 1717 die ganze Geheimkorrespondenz veröffentlichen („Gyllenborg Affaire“). Auch Görtz wurde auf britischen Druck in Holland verhaftet, als aber Karl XII. im Gegenzug den britischen Botschafter festsetzte, kamen beide im August 1717 wieder frei.

## Einleitung der Friedensverhandlungen mit Russland und Ende
Im August 1717 trafen sich Peter I. und Görtz im holländischen Lustschloss Het Loo. Dabei konnte Görtz anscheinend wesentliche Vorbehalte des Zaren für eine Annäherung ausräumen, und es kam im folgenden Jahr ab Mai 1718 zu den Friedensverhandlungen des Ålandkongresses. Verhandlungsführer bei den Schweden waren neben Görtz Carl Gyllenborg, bei den Russen der Westfale Heinrich Ostermann (1687–1747) und der Schotte General James Bruce. Für den starrköpfigen Karl XII. waren die Verhandlungen nur ein Zeitgewinn, er wäre niemals bereit gewesen, auf Finnland und seine ehemaligen baltischen Provinzen Estland und Livland zu verzichten, auch wenn ihm Peter Unterstützung gegen Hannover und Dänemark zusagte. Görtz pendelt den ganzen Sommer zwischen dem König und den Alandinseln hin und her.
Als der König am 11. Dezember 1718 bei der Belagerung von Frederikshald, bei der er sich seinem Charakter entsprechend unbekümmert in vorderster Linie exponierte, von einem Heckenschützen erschossen wurde, war nicht nur der Nordische Krieg mit einem Schlag so gut wie beendet, sondern auch das Schicksal von Görtz besiegelt, der auf dem Weg zum König schon an der norwegischen Grenze war. Er wurde sofort von der nun an die Macht gekommenen „hessischen Partei“ um die neue Königin Ulrike und ihren Mann Friedrich verhaftet. Sechs Wochen nach der Verhaftung wurde ihm in Stockholm der Prozess gemacht, und er wurde wegen Landesverrats und „falschem Ratschlag“, einem eigens erfundenen Straftatbestand, in der Karikatur einer Gerichtsverhandlung zum Tode verurteilt und am 19. Februar 1719 enthauptet. An der Wand seiner Gefängniszelle fand sich die Inschrift: „Mors regis, fides in regem est mors mea“ (Der Tod des Königs und Treue zum König ist mein Tod).
Er hinterließ zwei Töchter, über die sein Cousin, der Kammerherr bei Georg I., Friedrich von Görtz, die Vormundschaft übernahm und die am Hof von Georg I. aufwuchsen. Georgine Henriette Dorothea (1708–1787) heiratete später den dänischen Diplomaten Friedrich von Eyben. Görtz wurde später in Schweden rehabilitiert – man erinnerte sich daran, dass er letztlich nur die Befehle seines Königs ausgeführt hatte. Seine Güter wurden schon 1724 an die Erben zurückgegeben, und der schwedische König Gustav III., der den Fall Görtz nutzte, um die Politik seiner Vorgänger (die sogenannte „Friedenszeit“) zu diskreditieren, zahlte 1776 persönlich 600.000 Taler an die Nachkommen. Im selben Jahr erschien eine Rechtfertigungsschrift zur Rettung der Ehre und Unschuld von Görtz durch einen Verwandten.

## Würdigung
Görtz wurde in Schleswig-Holstein-Gottorf, das infolge seiner Politik teilweise an Dänemark ging, und Schweden – das als Folge der Politik des Königs Karl XII. fast alle seine Provinzen verlor – meist negativ beurteilt, während man Karl XII. später glorifizierte. Voltaire, der Görtz persönlich kannte, urteilt in seiner Biographie von Karl XII. über ihn: „Es hat wohl nie ein Mann gelebt, der so geschmeidig und kühn, so erfinderisch im Unglück, so umfassend in seinen Plänen, so tatkräftig in seinen Unternehmen gewesen ist, wie er. Kein Vorhaben schreckte ihn, alle Mittel waren ihm recht.“

## Familie
Görtz heiratete im Jahr 1704 Christine Magdalene von Reventlow (1676–1713), eine Tochter des Geheimen Rates Detlev von Reventlow (1654–1701) auf Reetz, sowie Witwe des holsteinischen Geheimen Rates Cai von Rantzau-Neuhaus (1650–1704). Das Paar hatte zwei Töchter:
- Georgine Henriette Dorothea (1708; † 30. Juni 1787)

⚭ 1724 (Scheidung 1726) Johann Friedrich von Bardenfleth († 1736), Generalmajor
⚭ 1741 Friedrich von Eyben (1699–1787)
- Juliane Philippine Eustachine

Der schwedische König Gustav III. gab Henriette im Jahr 1773 die in Schweden eingezogenen Güter ihres Vaters zurück.

## Belletristik
- August Verleger: Der Weg durch die Hölle – Baron Görtz und Karl XII, Fulda, Verlag Parzeller&Co 1960 (Roman)